# Stadtgericht Loslau
Das Stadtgericht Loslau war ein preußisches Land- und Stadtgericht mit Sitz in Loslau.

## Geschichte
Mit der preußischen Städteordnung von 1808 verloren die Magistrate ihre Funktion als Eingangsgerichte und es wurden staatliche Stadtgerichte eingerichtet. Nach dem Ende der Befreiungskriege wurden die staatlichen Gerichte (Stadtgerichte und Justizämter) zu Land- und Stadtgerichten zusammengefasst. In Loslau erfolgte das nicht, das bisherige Stadtgericht Loslau blieb eigenständig. Zuständiges Oberlandesgericht war das Oberlandesgericht Ratibor.
Sein Sprengel umfasste die Stadt Loslau mit 1711 Einwohnern (1837) und den beiden Ortschaften Orlowietz und Ober-Ridultau mit 154 Einwohnern, zusammen also 1863 Gerichtseingesessene.
Am Gericht waren ein Land- und Stadtrichter, ein Subalterner und ein Unterbeamter beschäftigt. Es handelte sich um ein Gericht 2. Klasse, d. h. da das Gericht weniger als drei Richter hatte, konnten diese nicht als Spruchkörper gemeinsam Beschlüsse fassen.
Das Gericht hatte seinen Sitz in einem städtischen Gebäude.
1849 wurden einheitlich Kreisgerichte gebildet. In Loslau entstand so die Gerichtskommission Loslau des Kreisgerichts Rybnik.